# Крузенштерн, Александр Карлович
Александр Карлович фон Крузенштерн (нем. Alexander von Krusenstern, 1801—1874) — генерал-лейтенант.
Родился в 1801 году в Ревеле, происходил из немецких дворян Эстляндской губернии.

## Семья
Старший сын Ревельского уездного судьи Карла-Фридриха фон Крузенштерна и племянник знаменитого адмирала Ивана Фёдоровича Крузенштерна.
Его братья:
- Филипп-Адам (1805—1859) — офицер лейб-гвардии, чиновник
- Георгий (1809—1828)
- Эберхард-Карл-Юлиус (1813—1882) — генерал-майор флота
- Яков-Фридрих-Эдуард (1814—1858) — капитан Отдельного корпуса путей сообщения
- Фёдор (1823—1898) — вице-адмирал, командир шхерного отряда лодок и миноносок Балтийского флота
- Георг-Теодор (1829—1898)
- Пауль-Отто-Николай (1830—1877)
- Павел (1834—1892) — полковник, герой русско-турецкой войны 1877—1878 годов.

## Биография
В военную службу вступил 31 декабря 1818 года в лейб-гвардии Кирасирский полк.
Принимал участие в русско-турецкой войне 1828—1829 годов, был адъютантом начальник штаба 2-й армии графа Толя. За отличия награждён орденом св. Владимира 4-й степени с бантом.
9 июля 1829 года был переведён штабс-ротмистром в лейб-гвардии Конный полк и вскоре произведён в ротмистры. 13 февраля 1830 года назначен адъютантом к главнокомандующему 1-й армией генерал-фельдмаршалу графу Остен-Сакену.
С открытием Польской кампании Крузенштерн 10 февраля 1831 года был назначен адъютантом к начальнику Главного штаба действующей против поляков армии генерал-адъютанту князю Горчакову. За отличия против поляков был награждён орденом св. Анны 2-й степени, польским знаком отличия за военное достоинство (Virtuti Militari) 4-й степени и золотой саблей с надписью «За храбрость».
28 января 1833 года, с производством в полковники, переведён в Санкт-Петербургский уланский полк. С конца 1833 по 1843 годы командовал Ольвиопольским уланским полком.
8 сентября 1843 года произведён в генерал-майоры и назначен командиром 1-й бригады 2-й драгунской дивизии. В начале 1850-х годов Крузенштерн быз зачислен по запасным войскам и числился на службе по 1861 год включительно.
Скончался в 1874 году.

## Награды
Среди прочих наград Крузенштерн имел ордена:
- Орден Святого Владимира 4-й степени (1829 год)
- Орден Святой Анны 2-й степени (1831 год, императорская корона к этому ордену пожалована в 1832 году)
- Золотая сабля с надписью «За храбрость» (28 августа 1831 года)
- Польский знак отличия за военное достоинство (Virtuti Militari) 4-й степени (1831 год)
- Орден Святого Владимира 3-й степени (1835 год)
- Орден Святого Станислава 2-й степени со звездой (1837 год)
- Орден Святого Георгия 4-й степени (5 декабря 1841 года, за беспорочную выслугу 25 лет в офицерских чинах, № 6415 по кавалерскому списку Григоровича — Степанова)
- Орден Святого Станислава 1-й степени (1843 год)
- Орден Святой Анны 1-й степени с императорской короной (1850 год)
- Орден Святого Владимира 2-й степени (1855 год)